# Love Machine
«Love Machine» (с англ. — «Машина любви») — второй сингл британской поп-группы Girls Aloud из альбома What Will the Neighbours Say. Сингл выпущен в 2004 году на звукозаписывающем лейбле Polydor.

## Список композиций

### CD 1
1. Love Machine — 3:25
2. The Show [Flip 'n' Fill Remix] — 5:35

### CD 2
1. Love Machine — 3:25
2. Love Machine [Gravitas Disco Mix] — 7:35
3. Androgynous Girls — 4:39
4. Love Machine [Video]
5. Love Machine [Karaoke Video]
6. Love Machine [Game]

### Виниловый сингл
1. Love Machine — 3:25
2. Love Machine [Tony Lamenza Mix] — 6:15

## Видеоклип
Клип снимался в лондонском ресторане Титаник. Сюжет разворачивается в вымышленном клубе «Эскимо». Girls Aloud входят туда в нарядных платьях и садятся за стол, но вскоре отвлекаются на парней, которые выделывают различные трюки и танцевальные па, чтобы привлечь внимание девушек. Также солистки танцуют на темном фоне, освещенном огнями, а затем присоединяются к танцующим в клубе парням. В конце видео, уже усталые, девушки уходят из клуба.

## Позиции вчартах
| Чарты (2004)   | Позиция занятое место |
| -------------- | --------------------- |
| Великобритания | 2                     |
| Ирландия       | 9                     |

| - Миранда Купер - Брайан Хиггинс - Лиза Коулинг - Тим Пауэлл - Элисон Кларксон | - Шерил Коул - Кимберли Уолш - Сара Хардинг - Никола Робертс - Надин Койл |